# Loi sur la preuve
Une Loi sur la preuve (en anglais Evidence Act) est une loi qui gouverne le droit de la preuve dans les pays de common law.

## Par pays

### Australie
La Loi sur la preuve de 1995 est la loi australienne qui gouverne le droit de la preuve.

### Canada
Le gouvernement fédéral et chacune des neuf provinces de common law ont une loi sur la preuve.
La Loi sur la preuve au Canada régit les règles de preuve pour le droit fédéral.
Le Québec n'a pas de loi sur la preuve, il a plutôt un régime général de la preuve à l'intérieur du Code civil du Québec qui s'étend des articles 2803 à 2874 C.c.Q. Toutefois, la Loi sur la preuve au Canada peut trouver application pour les matières constitutionnelles de compétence fédérale, dont le droit pénal notamment.
La Loi sur la preuve de l'Ontario contient des règles de preuve en droit ontarien.
La Loi sur la preuve gouverne le droit de la preuve pour la province du Nouveau-Brunswick.
La Loi sur la preuve est la loi qui régit le droit de la preuve dans la province du Manitoba.

### Inde
La loi sur la preuve de 1872 gouverne l'admissibilité en preuve en droit indien.

### Malaisie
La Loi sur la preuve de 1950 a été adoptée pour établir les règles gouvernant le droit de la preuve.

### Nouvelle-Zélande
La Loi sur la preuve de 2006 a été adoptée afin de codifier les règles de preuve.

### Royaume-Uni
Plusieurs lois ont été adoptées en droit britannique concernant le droit de la preuve, dont les lois intitulées Police and Criminal Evidence Act 1984, Criminal Evidence (Witness Anonymity) Act 2008, Evidence (Proceedings in other Jurisdictions) Act 1975 et la Shop-books Evidence Act 1609.
Il existe aussi une série de lois appelées collectivement Lois sur la preuve 1806-1895 qui traitent des règles de preuve dans des matières précises comme le divorce, le témoignage, le droit écossais, le droit irlandais, le témoignage par commission rogatoire et la preuve du droit étranger.